# Kabinett Essebsi
Das Kabinett Essebsi war die dritte Regierung Tunesiens seit dem Sturz des Autokraten Ben Ali während der Revolution 2011. Das Kabinett wurde am 7. März 2011 als Übergangsregierung vorgestellt und löste das Kabinett Ghannouchi II ab. Es wurde von Premierminister Beji Caid Essebsi geleitet und war unter anderem dafür zuständig, die durch die Revolution in Unordnung geratenen politischen Verhältnisse zu stabilisieren und demokratische Wahlen zu organisieren.
Diese ersten demokratischen Wahlen des Landes fanden in Form der Wahl im November 2011 zu einer verfassunggebenden Versammlung statt. Diese Versammlung löste Essebsi als Premier am 24. Dezember 2011 ab, indem sie Hamadi Jebali der gemäßigt islamistischen Ennahda zum neuen Regierungschef wählte.

## Zusammensetzung
Das Kabinett bestand (abgesehen von Premierminister Essebsi) nur aus Technokraten, die unter Ben Ali keine hohen politischen Ämter bekleidet hatten. Mehrere Oppositionelle verließen die Regierung, da eine Mitgliedschaft in dem Kabinett dazu verpflichtete, nicht an der Wahl zur verfassunggebenden Versammlung und zum Präsidenten teilzunehmen.
- Premierminister: Beji Caid Essebsi
- Außenminister: Mohamed Mouldi Kefi
- Verteidigungsminister: Abdelkrim Zbidi
- Innenminister: Farhat Rajhi (bis 28. März 2011);  Habib Essid (ab 28. März 2011)
- Finanzminister: Jalloul Ayed
- Justizminister: Lazhar Karoui Chebbi
- Sozialminister: Mohamed Ennaceur
- Minister für Religionsangelegenheiten: Laroussi Mizouri
- Bildungsminister: Taieb Baccouche
- Kulturminister: Azedine Beschaouch
- Wissenschaftsminister: Ahmed Brahim (bis 27. März 2011); Refâat Chaâbouni (ab 27. März 2011)
- Gesundheitsminister: Habiba Zéhi Ben Romdhane (bis 1. Juli 2011); Slaheddine Sellami (ab 1. Juli 2011)
- Handelsminister: Mehdi Houas
- Agrar- und Umweltminister: Mokhtar Jallali
- Frauenministerin: Lilia Labidi
- Transportminister: Yassine Brahim (bis 17. Juni 2011); Salem Miladi (ab 1. Juli 2011)
- Arbeitsbeschaffungsminister: Mohamed Ridha Farès (ab 1. Juli 2011, zuvor von Yassine Brahim mitgeführt)
- Arbeitsminister: Said Aidi
- Jugend- und Sportminister: Mohamed Aloulou (bis 1. Juli 2011); Slim Chaker (ab 1. Juli 2011)

- Staatssekretär für Jugend und Sport: Slim Amamou (bis 24. Mai 2011); Myriam Mizouni (ab 1. Juli 2011)
- Staatssekretär für Tourismus: Slim Chaker (bis 1. Juli 2011); Béchir Zaâfouri (ab 1. Juli 2011)

## Aktivitäten
Gleich nach der Gründung wurde beschlossen, die Behörde für Staatssicherheit aufzulösen.